# Edna St. Vincent Millay
Edna St. Vincent Millay   (Rockland, 22 de febrer de 1892 - Austerlitz, 19 d'octubre de 1950) va ser una poetessa i dramaturga estatunidenca. És reconeguda per haver rebut el Premi Pulitzer de poesia el 1923, la tercera dona a aconseguir-ho, i pel seu activisme feminista. També va utilitzar el pseudònim Nancy Boyd per a les seves obres de prosa.